# Hookerara
× Hookerara, (abreviado Hook) en el comercio, es un híbrido intergenérico entre los géneros de orquídeas Brassavola × Cattleya × Diacrium. Fue publicado en Orchid Rev. 71(844) noh: 2 (1963).